# De keuken van Sofie
De keuken van Sofie was een Vlaams kookprogramma met Sofie Dumont dat sinds 2012 iedere werkdag wordt uitgezonden op de commerciële televisiezender VTM. 2016 was het laatste seizoen. 
De keuken van Sofie kwam er als opvolger van het kookprogramma De Perfecte Keuken, dat werd gepresenteerd door Piet Huysentruyt en in haar eindperiode op hetzelfde tijdstip stond geprogrammeerd, namelijk meteen na het VTM Nieuws van 17.45 uur. Hoewel De keuken van Sofie in vergelijking met deze voorganger minder kijkers haalt, loopt het programma intussen al bijna vier jaar. Gemiddeld worden op dagbasis tussen de 150.000 en 300.000 kijkers bereikt.
Al van bij de start van het programma wordt vastgehouden aan een leidraad van vijf kookthema's die elk op een vaste dag terugkeren, zoals het maken van een dessert en het ontdekken van de internationale keuken. Aanvankelijk presenteerde Dumont het programma zelfstandig, maar sinds het voorjaar 2014 wordt ze telkens een volledige werkweek geassisteerd door een Bekende Vlaming. Sinds deze ingreep scoort het programma gemiddeld gezien een hoger kijkersaantal in vergelijking met het oorspronkelijke concept. In seizoen 3 (september 2014 - mei 2015) haalde het programma gemiddeld 245.000 overwegend jonge kijkers. Dat zijn er iets meer dan in seizoen 2.
In 2017 werd het programma opgevolgd door de Open keuken met Sandra Bekkari. Die na 2 jaar weer werd opgevolgd, in 2019, door Loïc Van Impe met Zot van koken. Het programma van Loïc stopte in 2020.